# Хворостецький Іван Федорович
Іва́н Фе́дорович Хворосте́цький (нар. 18 квітня 1888, Юридики (нині у складі м. Почаєва) Тернопільської області — пом. 19 листопада 1958, Почаїв) — український художник і педагог, майстер ліричного пейзажу.

## Життєпис
Іван Хворостецький народився у сім'ї робітника майстерні Почаївської лаври. Вивчившись у парафіяльній школі, він у 1900-і роки проявив хист до малювання, працював у іконописних майстернях, неодноразово був запрошений як помічник для розпису церков, одночасно навчаючись у професійних іконописців.
У 1908 році поступив до Київського художнього училища, де навчався до 1915-го. Серед педагогів училища найбільший вплив на нього справили Олександр Мурашко та Федір Кричевський.
У 1916 році Хворостецький став студентом Петербурзької Академії мистецтв, але після місяця занять був мобілізований (невдовзі його звільнили від військової служби через хворобу). Далі він на тривалий час повернувся до Києва, лише у 1920—1924 роках через скрутний матеріальний стан мешкав і вчителював у селі Павлівці Звенигородського повіту.
Упродовж 1925—1928 років навчався у Київському художньому інституті. Увійшов до складу АРМУ, згодом був членом АХЧУ, Українського мистецького об'єднання, брав участь у їхніх виставках. З 1938 року член Спілки радянських художників України.
Під час окупації гітлерівцями Києва художник був змушений кинути житло і майно та перебратися до рідного Почаєва, де залишився й у повоєнні роки. Тут він помер від запалення легень, тут-таки був похований.

## Творча діяльність
Художнику була притаманна любов до рідної природи, що зумовило його захоплення пейзажем, оповитим ліричними настроями. Його твори експонувалися на різноманітних виставках з 1915 року, незмінно привертаючи увагу щирістю й задушевністю, бездоганним смаком, стриманим, але глибоким і виразним колоритом. Радянські умови змушували Івана Хворостецького зображати сцени нового часу, сільську працю тощо (дипломна робота в Художньому інституті називалася «Комсомолка на селі»), але й у цих творах підкупала живописність, гарне пейзажне тло. Його картина «Пралі» була 1928 року показана на бієнале у Венеції та здобула там заохочувальну премію.
У повоєнні роки Хворостецький продовжував творчі пошуки у царині пейзажу, чому сприяли неодноразові поїздки до Криму. Серед доробку тієї пори — картини «Озеро в Тернополі» (1955), «Зима в Кремінці» (1957), «Почаївський мотив» (1958), «Хвилі» та ін.
За участю художника відбувалися численні вернісажі, було проведено низку його персональних виставок. Нині твори митця зберігаються в Національному художньому музеї України, Тернопільському художньому музеї, у музеях Кременця, Миколаєва та ін. У 1989 році в Почаєві було відкрито Меморіальний музей художника І. Ф. Хворостецького.

## Педагогічна діяльність
Свій викладацький шлях І. Ф. Хворостецький розпочав у 1916 році, поступивши вчителем малювання до вищого початкового училища у Деміївці. Пізніше він поєднував обов'язки вчителя малювання й креслення у середніх школах Києва з навчанням у художньому інституті.
Викладав у Київському художньому технікумі (1929—1934), у Київському будівельному інституті (1932—1936). З 1935 року працював асистентом у Київському художньому інституті (з 1940 року — доцент).
У 1936 році розпочав керувати студією образотворчого мистецтва Київського Палацу піонерів.
І. Ф. Хворостецького називали своїм учителем Ю. С. Асєєв, М. Т. Катернога та ін.
Педагогічний шлях Хворостецького був перерваний війною у 1941 році. Переселившись до Почаєва, митець присвятив себе переважно творчій праці, обмежуючись веденням занять художнього гуртку в середній школі.